# کنستانتین پائوستوفسکی
کنستانتین پائوستوفسکی (انگلیسی: Konstantin Paustovsky; ۳۱ مهٔ ۱۸۹۲ – ۱۴ ژوئیهٔ ۱۹۶۸) نویسنده، روزنامه‌نگار، نویسنده کودکان، نمایشنامه‌نویس، و نویسندهٔ داستان کوتاه اهل امپراتوری روسیه بود.
وی همچنین برندهٔ جوایزی همچون مدال شجاعت (روسیه)، مدال دفاع از اودسا، نشان پرچم سرخ کار، و نشان لنین شده است.